# Index.hr
Index.hr е онлайн вестник на хърватски език със седалище в Загреб, Хърватия. Стартира през декември 2002 г. Негов основател е Матия Бабич. Първоначално е проектиран като уебсайт за събиране на новини, предоставящ новинарско съдържание от Хърватия, Босна и Херцеговина, Сърбия и Словения. Уебсайтът бързо набира популярност и с течение на времето нарастващият му екип създава все повече оригинално съдържание, докато не се превръща в популярна медия. Описва се като имащ „репутация на независим, либерален и силно опозиционен източник“ със „силни либерални пристрастия“. Според доклад от 2023 г. на платформата за собственост и медийно финансиране на Министерството на културата Index.hr е една от малкото медии в Хърватия, които не са получили държавни субсидии или публична реклама нито от национални, регионални или местни правителствени органи.
Тематиката на сайта е насочена към политика, бизнес, спорт и шоубизнес. През 2010 г. рейтинг сайтът „Алекса Интернет“ класира Index.hr сред най-популярните сайтове в Хърватия и в Босна и Херцеговина.